# Clan (videogiochi)
Su Internet, in ambiente videoludico, il termine clan o gilda è usato per indicare un'associazione hobbystica di un gruppo di persone, appassionate alla modalità multigiocatore di un particolare videogioco, o più d'uno.
Essi si scontrano contro altri "clan", talvolta partecipano e creano tornei interni, si danno particolari regolamenti, hanno come punto di riferimento un sito web e/o un forum sui quali discutono. Alcuni di questi "clan" si ritrovano anche nella vita reale per particolari eventi, tornei di videogiochi, LAN party e così via, conoscendosi di persona. Una parte di questi tramite sponsor e vittorie in tornei ufficiali guadagna anche del denaro.
In genere i "clan" nascono per giocare a videogiochi del tipo sparatutto in prima persona (dove esistono modalità di gioco "a squadre") o di strategici in tempo reale; con l'avvento dei videogiochi di ruolo di tipo MMORPG hanno assunto più importanza che in passato.
L'utilizzo del termine "clan" è stato introdotto dagli statunitensi che per primi provarono l'esperienza multiludica via internet. Si ispira al termine clan utilizzato in antropologia.